# Тыунн Тыеун
Тыунн Тыеун (кхмер. ជូន ជឿន; 1919, Пномпень — 16 июня 2006, Пномпень) — камбоджийский революционер, деятель режима Красных Кхмеров, министр народного здравоохранения Камбоджи (1976—1979).

## Биография
Тыунн Тыеун родился в 1919 году (по другим данным — в 1920 году) в Пномпене в семье фермеров. Был старшим ребёнком в семье.
Получил медицинское образование в Париже, принадлежал к группе радикальных интеллектуалов. По возвращении в Камбоджу вступил в ряды Коммунистической партии Кампучии. Двое его братьев и сестёр впоследствии присоединились к Красным Кхмерам, его брат Тыунн Прасит был послом Демократической Кампучии в ООН (1979—1993). После отставки Сианука в 1976 году был назначен министром здравоохранения Камбоджи (Демократической Кампучии). После свержения Красных Кхмеров в 1979 году жил в эмиграции. В коалиционном правительстве Демократической Кампучии занимал должность министра и члена Координационного комитета по вопросам здравоохранения и социальным вопросам.
После смерти Пол Пота в 1998 года покинул движение Красных Кхмеров. Умер 16 июня 2006 года в возрасте 86 лет в больнице Калметт в Пномпене.

## Личная жизнь
Был женат на Тыунн Малы, имел троих детей.